# Едвін А. Лок
Едвін А. Лок (англ. Edwin A. Locke; 5 січня 1938) — американський психолог і піонер в теорії постановки мети.
Асоціація психологічних наук звеличує його кажучи: «Лок це організаційний психолог, якого друкували найбільше. Його піонерські дослідження просунули та збагатили наше розуміння про мотивацію в роботі та про задоволення роботою. Теорія постановки мети є синонімом до його імені і, можливо, найшанованіша теорія в промислово-організаційній психології. Його розділ 1976 року, про задоволення роботою, продовжує бути однією з найбільш часто-цитованих частин роботи в галузі».